# جک وستون
جک وستون (انگلیسی: Jack Weston؛ ۲۱ اوت ۱۹۲۴ – ۳ مهٔ ۱۹۹۶) بازیگر اهل ایالات متحده آمریکا بود. وی بین سال‌های ۱۹۴۹ تا ۱۹۸۸ میلادی فعالیت می‌کرد.
از فیلم‌ها یا برنامه‌های تلویزیونی که وی در آن نقش داشته است، می‌توان به ریتز، رقص کثیف، بچه سینسیناتی و گول‌خوردگان اشاره کرد.